# (7155) 1979 YN
1979 واي أن (ويعرف أيضًا باسم (7155) 1979 واي أن وفق تسمية الكوكب الصغير) (بالإنجليزية: 1979 YN)‏ هو كويكب ضمن حزام الكويكبات؛ وترتيبه 7155 من حيث الاكتشاف.
اكتُشف هذا الجُرم الفلكي بواسطة هنري ديبهون في 23 ديسمبر 1979.

## وصلات خارجية
- (7155) 1979 YN في قاعدة بيانات مختبر الدفع النفاث لأجرام النظام الشمسي الصغيرة

- الاكتشاف · مخطط المدار ·  العناصر المدارية · المعلمات المادية

- (7155) 1979 YN على موقع ويكي سكاي: DSS2, SDSS, GALEX, IRAS, Hydrogen α, X-Ray, Astrophoto, Sky Map, Articles and images